# Veneneia (cràter)

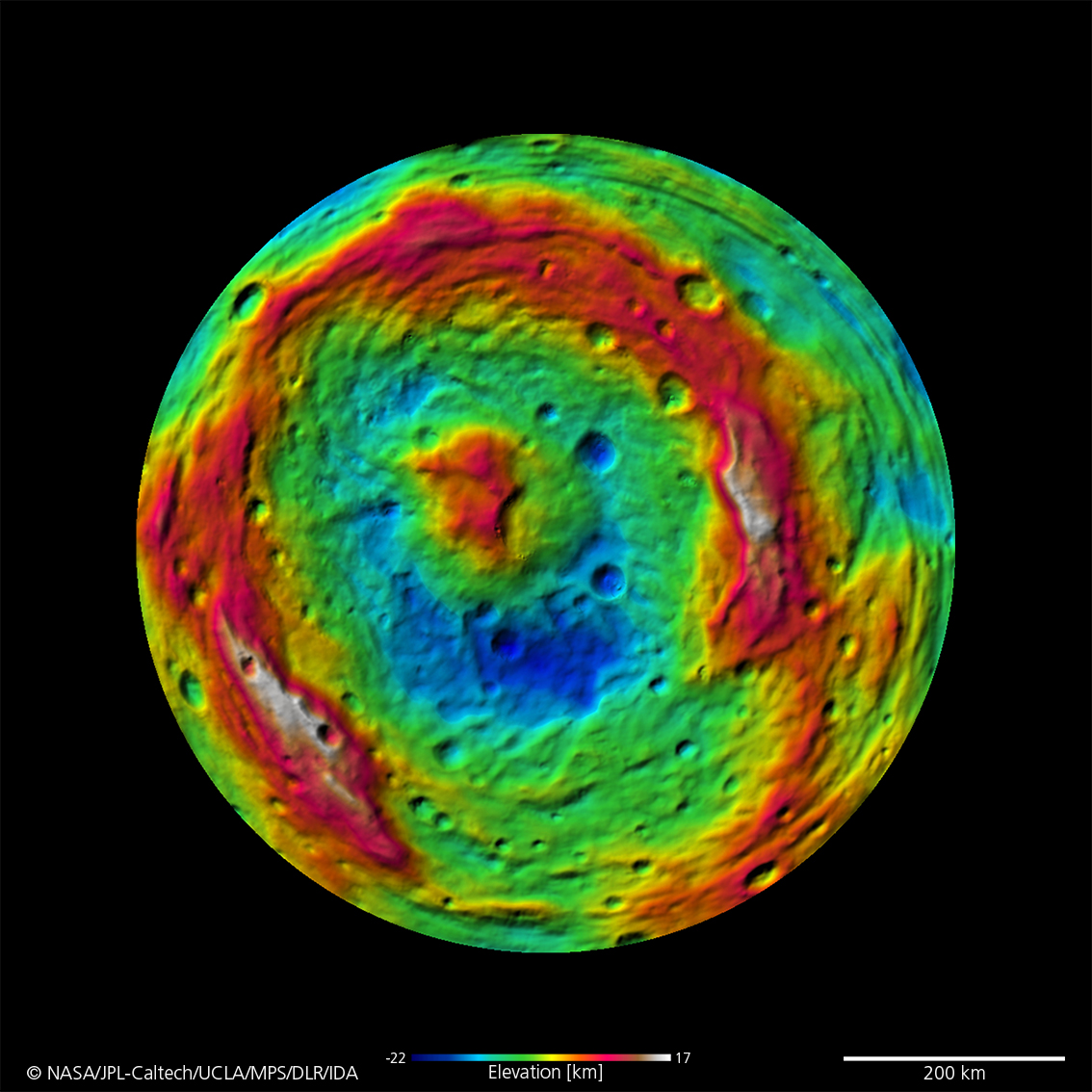
Imatge del pol sud de (4) Vesta.

Veneneia és un cràter amb coordenades planetocèntriques de -9.72 ° de latitud nord i 356.02 ° de longitud est, sobre la superfície de l'asteroide del cinturó principal (4) Vesta. Fa 400 km de diàmetre. El nom adoptat com a oficial per la UAI el 28 de febrer de 2012 fa referència a Veneneia, una de les primeres verges vestals romanes.